# Pituffik
Pituffik (dříve Dundas) je stanice v Pituffické oblasti v Grónsku. Je to hlavní a jediné sídlo Pituffické oblasti. Natrvalo tu v roce 2017 žilo 87 obyvatel; na mnohých místech je však Pituffik zmiňován jako opuštěný a jelikož spadá pod USA, není většinou zmiňován v seznamech grónských osad.

## Historie
Osada byla obydlená již asi před 4500 lety Saqqackou kulturou. Oficiálně byla založena v roce 1849, poté co tu polárník James Saunders kvůli ledu ztroskotal s lodí HMS North Star.

### Přemístění
V roce 1951 dostalo USA povolení k postavení Vesmírné základny Pituffik (dříve letecká základna Thule). Nacházela se na dřívějším umístění Pituffiku (toto umístění bylo označováno jako Dundas) a nyní již opuštěné osady Uummannaq (nemá nic společného se stejnojmenným městem na ostrově u poloostrova Nuussuaq), takže tyto osady musely být kvůli stavbě zničeny a obyvatelé těchto osad byli mezi roky 1952 a 1953 přestěhováni do asi 130 km vzdáleného, nově založeného města Qaanaaq. V roce 1953 byla letecká základna Thule dokončena. Po dokončení byl Pituffik obnoven, ale Uummannaq již kvůli dříve nízkému počtu obyvatel obnoven nebyl. Vláda USA a vláda Dánska zaplatily původním obyvatelům postavení 27 nových domů, což celkově stálo 8 650 000 DKK (1 520 000 $).

### Kontaminace
V roce 1968 stihla Pituffik další pohroma; nedaleko základny Thule havarovalo letadlo B-52, které kontaminovalo oblast plutoniem, takže se všichni obyvatelé museli přestěhovat do Qaanaaqu nebo Kullorsuaqu. Byly známy případy bezsrstých lachtanů nebo pižmoňů bez kopyt. Po mnoha letech byl Pituffik však opět obnoven.

## Klima
| Pituffik – podnebí                    | Pituffik – podnebí | Pituffik – podnebí | Pituffik – podnebí | Pituffik – podnebí | Pituffik – podnebí | Pituffik – podnebí | Pituffik – podnebí | Pituffik – podnebí | Pituffik – podnebí | Pituffik – podnebí | Pituffik – podnebí | Pituffik – podnebí | Pituffik – podnebí |
| Období                                | leden              | únor               | březen             | duben              | květen             | červen             | červenec           | srpen              | září               | říjen              | listopad           | prosinec           | rok                |
| ------------------------------------- | ------------------ | ------------------ | ------------------ | ------------------ | ------------------ | ------------------ | ------------------ | ------------------ | ------------------ | ------------------ | ------------------ | ------------------ | ------------------ |
| Nejvyšší teplota [°C]                 | 4,0                | 5,0                | 3,0                | 4,6                | 10,3               | 13,5               | 17,2               | 17,0               | 11,0               | 5,4                | 5,7                | 3,5                | 17,2               |
| Průměrné denní maximum [°C]           | −18,5              | −18,4              | −19,4              | −12,2              | −2,0               | 4,1                | 7,0                | 6,6                | 1,3                | −5,5               | −12,0              | −17,6              | −7,2               |
| Průměrná teplota [°C]                 | −23,4              | −23,3              | −24,0              | −17,2              | −5,9               | 1,1                | 3,9                | 3,8                | −1,4               | −8,6               | −16,0              | −21,6              | −11,1              |
| Průměrné denní minimum [°C]           | −28,2              | −28,1              | −28,5              | −22,1              | −9,8               | −2,0               | 0,7                | 0,9                | −4,0               | −11,7              | −19,9              | −25,6              | −14,9              |
| Nejnižší teplota [°C]                 | −39,5              | −39,0              | −40,5              | −35,6              | −25,2              | −9,5               | −4,0               | −6,3               | −19,6              | −31,2              | −34,5              | −38,0              | −40,5              |
| Průměrné srážky [mm]                  | 6                  | 8                  | 4                  | 7                  | 7                  | 8                  | 20                 | 25                 | 19                 | 13                 | 9                  | 8                  | 134                |
| Sněžení [cm]                          | 4,0                | 4,0                | 3,8                | 3,5                | 3,9                | 2,3                | 1,1                | 1,5                | 4,8                | 6,4                | 5,7                | 5,3                | 46,3               |
| Dní s deštěm                          | 1,5                | 1,5                | 1,1                | 2,0                | 2,3                | 1,9                | 3,8                | 4,4                | 3,8                | 3,5                | 2,7                | 2,0                | 30,5               |
| Zdroj: Dánský meteorologický institut |                    |                    |                    |                    |                    |                    |                    |                    |                    |                    |                    |                    |                    |